# Barraca XXXII (Aiguamúrcia)
La Barraca XXXII és una obra d'Aiguamúrcia (Alt Camp) inclosa a l'Inventari del Patrimoni Arquitectònic de Catalunya.

## Descripció
És una construcció de dues estances, la principal és de planta circular tancada amb falsa cúpula. La façana fa 3'55m, l'interior té un diàmetre de 3'15m i una alçada màxima de 4'35m disposa també de menjadora.
S'accedeix al dormidor mitjançant un estret portal amb arc apuntat. És de planta rectangular amb 2'40m de fondària per 1'80m d'amplada, està cobert amb falsa cúpula fins a una alçada màxima de 2'80m.
Exteriorment i a la seva dreta hi veurem el cos del dormidor, al seu davant s'hi va construir amb posterioritat un annexe ara esfondrat, probablement cobert amb teules. Per l'esquerra del portal hi arrenca un doble mur fins a mig aire de la construcció, que l'envolta pel darrere fins a trobar el cos del dormidor. En la seva part posterior d'aquest doble mur hi veurem obrada una fenedura rectangular que al seu peu hi té un cocó per als càntirs.